# Krasowy
Krasowy (niem. Krassow) – dzielnica Mysłowic, położona na południu miasta.

## Położenie
Krasowy położone są w południowo-wschodniej części Wyżyny Śląskiej. Krasowy graniczą z dzielnicami miasta Mysłowice: Ławki, Wesoła, Larysz-Hajdowizna, Kosztowy oraz z miastem Lędziny. Pod względem ukształtowania osadniczego wykazują kształt ulicówki, czyli osady zwartej w sobie.

## Środowisko naturalne
Pod względem geologicznym dzielnica leży w obrębie pogórza karbońskiego, którego wzniesienia dochodzą do około 300 m n.p.m. Na terenach tych miejscami zachowały się szczątkowe ławice wapienia muszlowego, eksploatowanego w wapieniołomach i piecach wapiennych, zaś występujące miejscami na powierzchnię pokłady karbońskie, dały początek kopalniom węgla kamiennego. Południe dzielnicy zajmuje kompleks leśny zwany lasem krasowskim. Najwyższym wzniesieniem na terenie dzielnicy jest wzgórze Wygonie-Kępa.

## Historia
Pierwszą udokumentowaną wzmiankę o wsi Krasowy spotykamy w dokumencie Sprzedaż sołectwa wolnego w Lędzinach spisaną 24 czerwca 1295 w Staniątkach (klasztor sióstr benedyktynek), gdzie występuje nazwa Crassow. W dokumencie tym pojawia się imię ówczesnego sołtysa Krasów, Zislausa i jego syna kleryka – Klemensa (pergaminowy oryginał tego dokumentu przechowywany jest w archiwum kapituły wrocławskiej F,40).
23 marca 1555 Baltazar Promnitz, pan na Pszczynie, biskup wrocławski, odkupił Lędziny i wieś Krasowy od klasztoru w Staniątkach za 1.1000 talarów śląskich (oryginał tego dokumentu znajduje się w archiwum ks. w Pszczynie). W 1591 Krasowy zamieszkiwały rodziny: Kuscha, Merda, Wybranietz, Glas, Bremll, Janotta, Rozmus, Kochman. W XVI wieku w Krasowach powstała karczma, o której wiadomości pochodzą już od 1590. Poznajemy też wolnego karczmarza Griegera Kuscha. Z 1592 zachował się dokument (archiwum ks. w Pszczynie) zatwierdzający dla Griegera Kuscha prawa karczmarskie przez ówczesnego Pana na Pszczynie Seyfried Promnitza. Z 1649 z metryk lędzińskich poznajemy nazwisko jednego z wójtów Krasów, jest w nich wzmianka o starym Wojciechu z Krasów. W 1711 wójtem Krasów jest Matheus Pathalong, w 1811 Jakob Kucz, 1856 – Jan Pathalong, 1875 – Edward Weissenberg, 1881 – Mikołaj Strzempa, 1912–1914 – Strzempa, 1928–1932 – Michał Gonsiorczyk. W kolejnych latach wieś coraz bardziej się rozbudowywała.
W 1784 powstała w Krasowach pierwsza w powiecie pszczyńskim nieparafialna szkoła, do której zaczęły uczęszczać dzieci z Krasów, Wesołej i Dziećkowic. Krasowy były w tym okresie wsią graniczną pomiędzy państwem pruskim a Polską, dlatego dzieci z Kosztów do krasowskiej szkoły zaczęły chodzić dopiero z początkiem XIX wieku, po przyłączeniu Kosztów do Prus. Pierwszym nauczycielem nowej szkoły został urodzony w 1740 w Mysłowicach Andrzej Olesch. W 1919 rozpoczęto i zakończono budowę kościoła. Budowniczym i pierwszym proboszczem rzymskokatolickiej parafii pw. św. Józefa w Krasowach został ks. dziekan Jan Wodarz.
Okres większego ożywienia przypadł, gdy w sąsiedniej Wesołej powstała Huta Szkla Ruhberg, a później coraz liczniejsze na tych terenach kopalnie węgla kamiennego, kamieniołomy oraz cynkownie. W XIX wieku w Furmańcu (południowej części dzielnicy, przy granicy z Kosztowami) powstał kamieniołom, który zaopatrywał region w materiały budowlane, na które popyt napędzał błyskawiczny rozwój przemysłu, wysoki przyrost naturalny i migracja. Kamieniołom funkcjonował do lat 60. XX wieku, a obecnie jego teren porasta las. W 1855 Krasowy liczyły 672 mieszkańców, w 1940 już 1887, a w 2018 Krasowy jako dzielnica Mysłowic miały 2912 mieszkańców. W ostatnich latach dzielnica błyskawicznie się zabudowuje domkami jednorodzinnymi, co skutkuje znaczącym wzrostem ludności.
W latach 1945–1954 w gminie Kosztowy, a w latach 1954–1972 w gromadzie Kosztowy. 31 grudnia 1961 od Kosztów odłączono serię parceli, włączając je do Mysłowic. W latach 1973–1975 w gminie Wesoła. 27 maja 1975 włączone wraz z gminą Wesoła (i miastem Wesoła) do Mysłowic.
W 2015 z części Krasów i Wesołej utworzono, na prośbę mieszkańców, dzielnicę Ławki.